# Пушков, Николай Викторович
Никола́й Ви́кторович Пушко́в (род. 26 ноября 1946, Тамбов) — российский шахматист, гроссмейстер (1994), международный арбитр (1998), тренер.

## Карьера
4-кратный чемпион Ростовской области (1977, 1979, 1984 и 1988). В 1994 стал первым гроссмейстером Ростовской области.
Участвовал в чемпионатах РСФСР, армейских чемпионатах СССР, чемпионатах России. Победитель всесоюзных шахматных фестивалей 1981 года (Одесса) и 1991 года (Москва).
Достиг успехов на международных турнирах, в том числе трижды в Орле (занял 1-е место в 1992, 1995 и 2001 годах, поделил 1-2 место в 1998 году), в 2002 победил в Азове, в 2003 году — в Луганске и Каменске в 2009 году — в Рубежном.
Наибольших успехов достиг в категории «ветераны» (шахматисты старше 60 лет), завоевав две медали чемпионата Европы: золотую (Каунас 2012) и бронзовую (Пловдив 2013). Также многократный призёр командного чемпионата Европы в этой возрастной категории (в частности трижды золотой в годах 2009 2011, 2012).
Создатель шахматного клуба «Ладья», в активе которого победа в чемпионате России, а также выигрыш клубного кубка Европы.
Тренер мужской сборной России по шахматам на командном чемпионате Европы 1997 года. По его руководством российские шахматисты выиграли серебряные медали.
Участвовал в качестве судьи в трёх олимпиадах (1994, 1998, 2010).
Член исполкома Российской шахматной федерации с 1995 по 2010 гг.
Самый высокий рейтинг Эло в карьере имел состоянию на 1 октября 2000 года, достигнув 2562 очков, занимал тогда 40-е место среди российских шахматистов.

## Спортивные достижения
| Год  | Город  | Турнир                | + | − | = | Результат | Место |
| ---- | ------ | --------------------- | - | - | - | --------- | ----- |
| 1994 | Элиста | 47-й чемпионат России | 2 | 3 | 6 | 5 из 11   | 32—45 |
| 1999 | Москва | 52-й чемпионат России |   |   |   | из        |       |
| 2001 | Элиста | 54-й чемпионат России | 2 | 2 | 5 | 4½ из 9   | 27—37 |
|      |        |                       |   |   |   | из        |       |

В 2012-м году стал в Каунасе чемпионом Европы среди сеньоров с результатом 7 из 9.

## Изменения рейтинга
| Графики недоступны из-за технических проблем. См. информацию на Фабрикаторе и на mediawiki.org. |